# Fijis flagga
Fijis flagga är ljusblå med Fijis statsvapen och den brittiska unionsflaggan Union Jack i kantonen. Flaggan antogs den 10 oktober 1970 och har proportionerna 1:2.

## Symbolik
Den ljusblå flaggduken representerar Stilla havet. Den brittiska unionsflaggan symboliserar landets förflutna som en del av det brittiska kolonialväldet.
Statsvapnet har ett gult lejon i den röda ginstammen. Skölden är delad av ett georgskors i rött. I de fyra fälten finns sockerrör, en palm, bananer, symboler för öarnas jordbruk, samt en vit duva. 

## Historik
Den nya nationsflaggan var det vinnande förslaget till en tävling inför Fijis självständighet. Den brittiska drottningen hade beviljat Fijis självständighet den 30 september, och beslutet skulle träda i kraft bara 10 dagar senare. Tävlingen vanns av Robi Wilcock och Tessa MacKenzie, som av en ren tillfällighet lämnade in exakt samma förslag till ny nationsflagga. Flaggan skiljer sig från många andra tidigare brittiska koloniers genom den distinkta ljusblå färgen, något som också var ett skäl till att Wilcocks/MacKenzies förslag valdes ut. Den nya flaggan hissades för första gången i Albert Park den 10 oktober 1970.
Efter en statskupp 1987 utropades Fiji till republik, vilket ledde till att landet uteslöts ur samväldet. En tävling om ny nationsflagga hölls 1990, men resultatet av tävlingen offentliggjordes aldrig och den gamla nationsflaggan används fortfarande. I början av 1990-talet beslöt Fiji att försöka återvända till samväldet efter en demokratisering av landet. Det styrande rådet av hövdingar (rautu) framförde en officiell ursäkt till den brittiska drottningen och överlämnade en traditionell gåva av hajtänder som ett försoningstecken.

## Övriga flaggor

Handelsflagga
Statsflagga
Örlogsflagga
Civil luftfart